# Mark Mendoza
Mark "The Animal" Mendoza, född Mark Glickman 13 juli 1955 i West Hempstead, New York, är basist i hårdrocksbandet Twisted Sister.